# Hesperocyon
Genre
Hesperocyon est un genre fossile de canidés de la sous-famille éteinte des Hesperocyoninae. Hesperocyon est originaire d'Amérique du Nord où il a vécu au cours de l'Éocène et de l'Oligocène inférieur, d'environ 42,5 à 31 millions d'années.

## Taxonomie
Le nom valide complet (avec auteur) de ce taxon est Hesperocyon Scott, 1890.
Le genre Hesperocyon a pour synonyme :
- Pseudocynodictis Schlosser, 1902

## Description

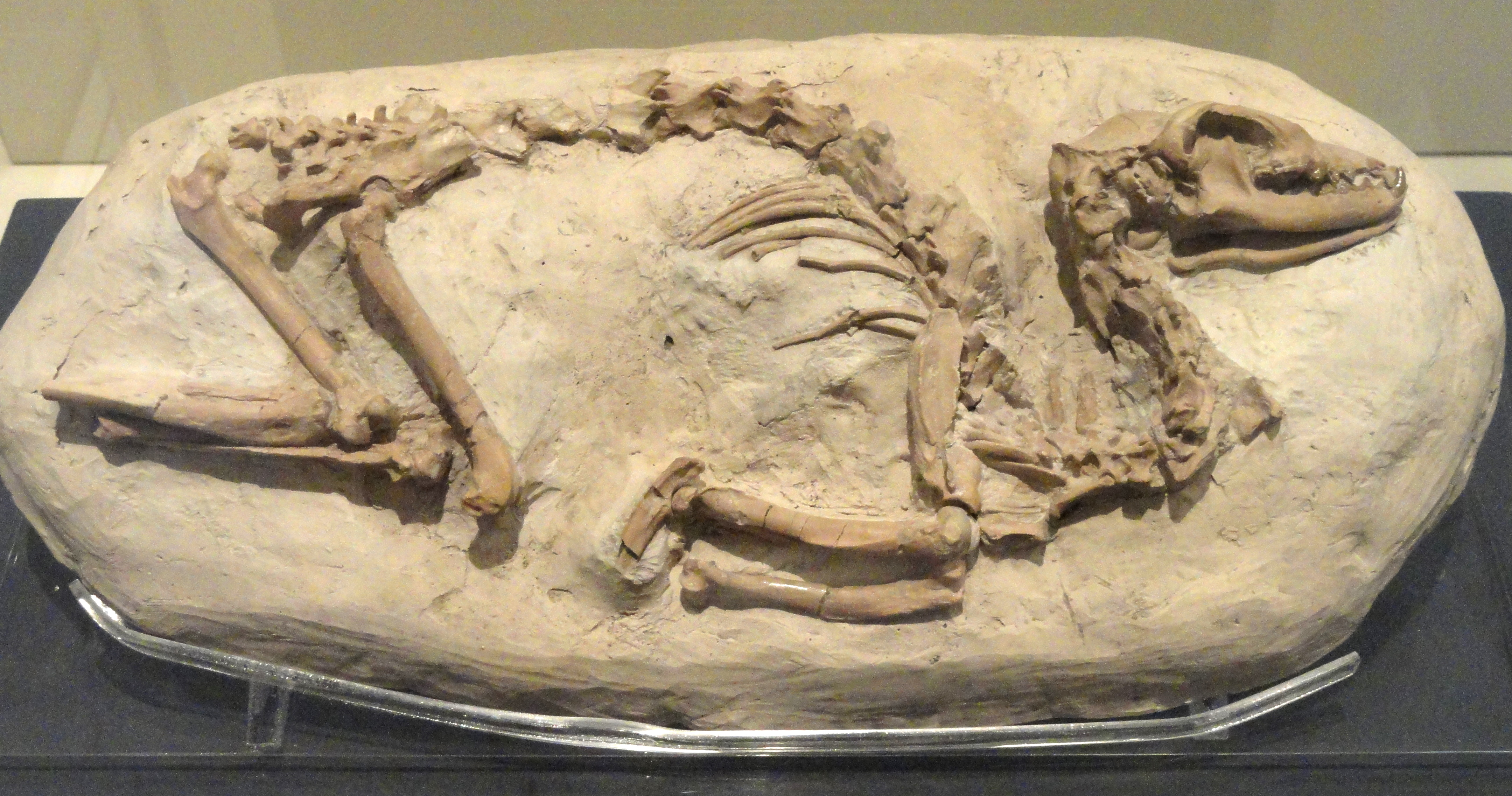
Fossile d’Hesperocyon gregorius découvert dans le Wyoming et présenté au musée royal de l'Ontario.

Taille d’Hesperocyon comparée à celle d'une main humaine.

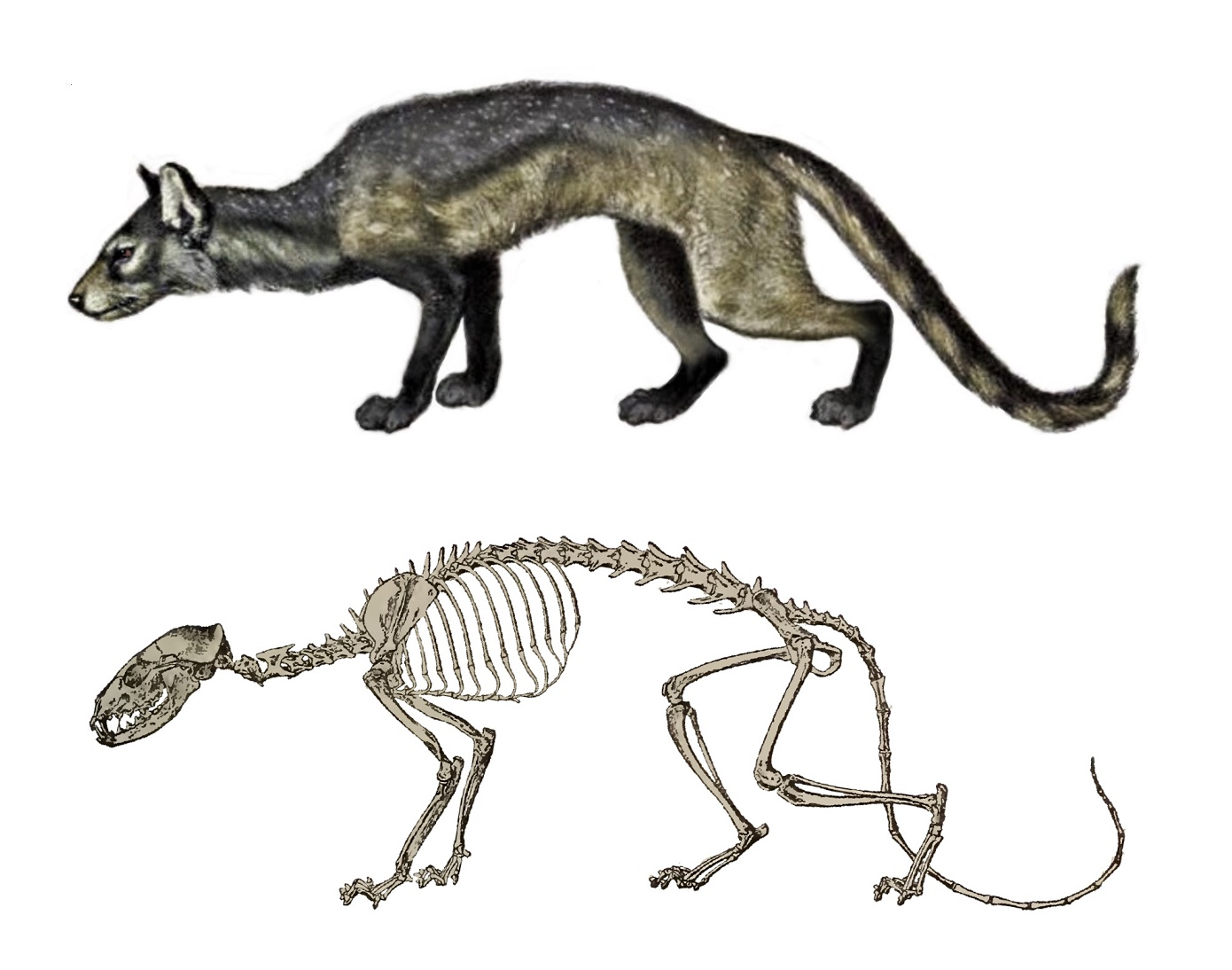
Hesperocyon, reconstitution et squelette.

Les espèces du genre Hesperocyon sont de petits canidés primitifs, plus proches morphologiquement d'une genette que d'un loup ou d'un renard. D'après Legendre et Roth, ces animaux avaient un poids de moins de 2 kg, ce qui est comparable à un petit chat.
Leur corps et leur queue étaient longs et flexibles, tandis que leurs membres étaient faibles et courts. Ils mesuraient en moyenne 80 cm (soit la taille de Viverra tangalunga, ou civette de Malaisie). Contrairement aux canidés modernes, Hesperocyon avait cinq doigts et orteils et des griffes suffisamment profondément enfoncées pour suggérer la possibilité de grimper aux arbres et ce, à la manière de l'actuelle panthère nébuleuse.
Ces animaux étaient carnivores/omnivores, un peu comme le renard roux actuel.

## Aire géographique
Les espèces d'Hesperocyon, comme la plupart des Hesperocyoninae, ont été découvertes dans l'Ouest de l'Amérique du Nord, aux États-Unis et au Canada,. Le plus ancien fossile à avoir été découvert fut trouvé dans la province du Saskatchewan et le plus jeune dans le Wyoming,. 

## Liste des espèces
Selon Paleobiology Database (31 août 2024) :
- † Hesperocyon gregarius (Cope 1873)
- † Hesperocyon coloradensis Wang 1994

L'espèce la plus ancienne est Heperocyon gregarius, décrite sous le nom Canis gregarius par Edward Drinker Cope en 1873, et qui a vécu de 42,5 à 33,3 millions d'années. L'autre espèce, Hesperocyon coloradensis, qui a cohabité un temps avec H. gregarius, a vécu de 33,9 à 31 millions d'années.

## Classification
Le genre Hesperocyon est l'un des genres de canidés les plus anciens connus et le représentant le plus notoire de la sous-famille des Hesperocyoninae. Il permet de marquer l'apparition de l'ordre des Carnivora (groupe-couronne) et du sous-ordre des Caniformia vers 43 millions d'années ou peu avant. Les Hesperocyoninae ont disparu il y a environ 15 millions d'années, après avoir vécu tout au long de l'Oligocène et d'une partie du Miocène. On pense que les genres les plus récents sont issus de formes basales telles que, notamment, Ectopocynus, Osbornodon, Cynodesmus, Enhydrocyon et Mesocyon.